# Wojtówstwo
Wojtówstwo [vɔi̯ˈtufstfɔ] est un village polonais de la gmina de Goniądz dans le powiat de Mońki et dans la voïvodie de Podlachie.